# Лебедева, Людмила Фёдоровна
Людми́ла Фёдоровна Ле́бедева (род. 4 августа 1950, Махачкала) — российский экономист, специалист по экономике США, доктор экономических наук, профессор, директор Центра социально-экономических исследований Института США и Канады РАН. Заслуженный деятель науки России (2020).

## Образование и научная карьера
- В 1973 году окончила экономический факультет МГУ им. М.В. Ломоносова.
- В 1976 году окончила аспирантуру Института США и Канады РАН, защитив кандидатскую диссертацию на тему «Иностранный капитал в экономике США». С того же года работает в Институте.
- В 2000 году защитила докторскую диссертацию на тему «Государственное регулирование социального обеспечения в США: Стратегические проблемы и основные направления развития»

Профессор по специальности «мировая экономика».

## Специализация
Лебедева Л. Ф. известна как специалист по социально-экономическому развитию США: проблемам налогообложения, пенсионного обеспечения, организации системы здравоохранения и образования. Большое значение в работах Лебедевой Л. Ф. уделено изучению роли государства в регулировании экономических процессов, бюджетной политике, частно-государственному партнерству.
Л. Ф. Лебедева является автором свыше 240 научных публикаций, индекс Хирша 23; аналитических обзоров и докладов для Администрации Президента РФ, Правительства РФ, законодательных органов РФ.
Лебедева Л. Ф. является членом Ученого Совета и диссертационного совета по специальности «мировая экономика» ИСК РАН, членом диссертационного совета по специальности «мировая экономика» в Российской экономической академии им. Г. В. Плеханова; а также членом редколлегии журналов: «США и Канада: экономика, политика, культура», «Человек и труд», «Международная торговля и торговая политика»

## Основные работы
Автор свыше 240 научных публикаций, автор и соавтор монографий, в том числе:

### Монографии
- Иностранный капитал в экономике США. М.: Наука, 1982. 176 с.
- США: государство и социальная политика. М.: Наука, 2007. 271 с.
- Государство и бизнес: стратегия взаимодействия в экономике XXI века (опыт США). Отв. ред. — Л. Ф. Лебедева. М., 2012.
- Бюджетные приоритеты США: 2009—2012 гг. Отв. ред. — Лебедева Л.Ф. М., 2013.
- Государственные финансы и бюджетные приоритеты США в начале XXI века. Отв. ред. — Лебедева Л. Ф. Москва, 2014.
- Роль государства в социальном обеспечении пенсионеров: повестка XXI века. Отв. ред. Лебедева Л. Ф. Москва, 2015.
- Пенсионные системы стран мира: стратегии и опыт модернизации / отв. ред. Лебедева Л.Ф.. — М.: Весь Мир, 2016. — 88 с. — ISBN 978-5-7777-0672-0.
- Федеральный бюджет США в период президентства Барака Обамы / отв. ред. Лебедева Л.Ф.. — М.: Весь Мир, 2016. — 88 с. — ISBN 978-5-7777-0671-3.
- Лебедева Л.Ф. Пенсионные инновации: государство - человек - бизнес. — М.: Русайнс, 2017. — 112 с. — ISBN 978-5-4365-1900-5.
- США: экономика и бюджетная политика / отв. ред. Лебедева Л.Ф.. — М.: Весь Мир, 2017. — 112 с. — ISBN 978-5-7777-0704-8.

### Статьи
Среди опубликованных статей:
- Лебедева Л. Ф. Государственная политика в сфере НИОКР в начале XXI в.: мировые тенденции и национальные особенности. // Вестник РЭУ имени Г. В. Плеханова. — 2013. — N 4.
- Лебедева Л. Ф. Иммиграционная политика США: основополагающие цели и принципы // Вестник РЭУ имени Г. В. Плеханова. — 2013. — N 11.
- Лебедева Л. Ф. Пенсионные системы в странах ОЭСР в начале XXI века // Международная торговля и торговая политика. 2014. N 6.
- Лебедева Л. Ф. Позиции США в международной торговле на новом этапе глобальной конкуренции // Международная торговля и торговая политика. 2015. N 1.
- Лебедева Л. Ф. Статья в соавт. «Российская Федерация в мировом хозяйстве: позиции и новые задачи» // Международная экономика. 2015, N 2.
- Lebedeva L.F. co authored. Problems and Prospects of Russian Pension System: A Comparison with OECD countries. Journal of Applied Economic Sciences, Volume XI, Issue 7(45) 2016.
- Ludmila Lebedeva, co-authored. Investing Pension Fund Facilities: World and Russian Practice // Indian Journal of Science and Technology, Vol 9(36), September 2016.
- Лебедева Л. Ф. Статья «Стратегии пенсионного обеспечения: американский выбор» // МЭ и МО. 2016. № 8.